# Necromys
Necromys (Ameghino, 1889) è un genere di roditori della famiglia dei Cricetidi.

## Descrizione

### Dimensioni
Al genere Necromys appartengono roditori di piccole dimensioni, con lunghezza della testa e del corpo tra 85 e 129 mm, la lunghezza della coda tra 60 e 94 mm e un peso fino a 52 g.

### Caratteristiche craniche e dentarie
Il cranio presenta un rostro corto, una regione inter-orbitale che diverge posteriormente e i fori palatali stretti. Gli incisivi sono generalmente arancioni e ortodonti, ovvero con le punte rivolte verso il basso.
Sono caratterizzati dalla seguente formula dentaria:

### Aspetto
Il corpo è tozzo e con gli arti brevi. Le parti dorsali variano dal color castano al grigiastro mentre le parti ventrali sono più chiare. Le zampe sono larghe e le dita sono fornite di artigli robusti. La coda è più corta della testa e del corpo, scura sopra, più chiara sotto e con un piccolo ciuffo di peli all'estremità.

## Distribuzione
Il genere è diffuso in tutta l'America meridionale, dal Venezuela fino all'Argentina centrale..

## Tassonomia
Il genere comprende 8 specie.
- Necromys amoenus
- Necromys lactens
- Necromys lasiurus
- Necromys lenguarum
- Necromys lilloi
- Necromys obscurus
- Necromys punctulatus
- Necromys urichi